# دافنه کوربوز
دافنه کوربوز (انگلیسی: Daphne Corboz؛ زادهٔ ۱۴ ژوئن ۱۹۹۳) بازیکن فوتبال اهل ایالات متحده آمریکا است.
از باشگاه‌هایی که در آن بازی کرده‌است می‌توان به باشگاه فوتبال زنان منچستر سیتی و باشگاه فوتبال منچستر سیتی اشاره کرد.
وی همچنین در تیم‌های ملی فوتبال زیر ۲۳ سال زنان ایالات متحده آمریکا، زنان فرانسه، و زنان فرانسه، بازی کرده‌است.